# Alfred Lohner (Unternehmer)
Alfred Lohner (* 23. Juli 1898; † 1983) war ein österreichischer Industrieller.
Alfred Lohner entstammte einer Wiener Fabrikantenfamilie, die im Fahrzeugbau tätig war. Er studierte Jus und absolvierte dann die Hochschule für Welthandel. Im Jahr 1918 trat er in die väterliche Firma ein. 1932 wurde er Präsident und Direktor der Theresientaler Baumwollspinnerei und Weberei und Teilhaber der Lohner-Werke. Lohner war später auch Präsident der Vereinigten Österreichischen Leinenspinnerei und Weberei, Mitglied des Verwaltungsrates der Pottendorfer Spinnerei und Felixdorfer Weberei, der Guntramsdorfer Druckfabrik und der Akalit-Werke.
Alfred Lohner war verheiratet mit der Malerin Reny Lohner.